# Tovar (Venezuela)
Pour les articles homonymes, voir Tovar.
Tovar est une ville du Venezuela, chef-lieu de la municipalité de Tovar située au sud-ouest de l'État de Mérida à environ 74 km de la capitale de l'État, Mérida.

## Géographie
La température moyenne est de 21 °C. La ville est située à 952 mètres d'altitude.

## Économie
Troisième entité de l'État après la capitale Mérida et El Vigía, la ville est le moteur économique de la vallée de Mocotíes, connue pour être le « berceau de l'art Merideña ». La ville est un élément important de l'économie, du développement technologique, culturel, touristique et sportif de l'État de Mérida.